# Dick Jacobs
Dick Jacobs (1953), bijgenaamd de slakkenman, is een beeldend kunstenaar en fotograaf uit Rotterdam-Noord. Hij kweekt en verkoopt Afrikaanse reuzenslakken als huisdier en voor slakkentherapie en hij gebruikt het dier bij workshops op scholen.

## Carrière
Jacobs maakte naaktschilderijen in de periode van 1983 tot 2006. Tevens hield hij reptielen, waaronder slangen en hagedissen, wandelende takken en wandelende bladeren.
Rond 2010 kwam hij in aanraking met Afrikaanse reuzenslakken, welke een obsessieve hobby voor hem werden. Anno 2015 kweekte hij een tiental subsoorten van de reuzenslak, waaronder tropische tijgerslakken uit Ghana en albino’s. Deze hobby zorgde tegen 2018 voor een serieus inkomen.
Veel slakken worden verkocht naar mensen met een kind met ADHD, voor wie het dier een rustgevend effect blijkt te hebben. Samen met José Gelens, beeldend therapeute verzorgt Jacobs slakkentherapie voor autistische kinderen.
Jacobs verkoopt ook reuzenslakken aan schoonheidssalons, waar ze gebruikt worden voor huidbehandelingen en gezichtsmassages.
De slakken zijn deel van het repertoire voor Jacobs betrokkenheid bij natuur en duurzaamheid. Met zijn Stichting Duurzaam Verder geeft hij voorlichting over zelfvoorzienend leven en begeleidt hij wildppluk, guerrilla gardening en streetfishing activiteiten. Op scholen geeft hij met zijn reuzenslakken workshops aan kinderen van vier tot zeven jaar oud.

## Kunstexposities
- 1986: Schilderijen, tezamen met H.E. Mees, in Schieland Galerij, Schiedam.[12]
- 1987: Expositie in Wijkmuseum Oude Noorden, Rotterdam.[13]
- 1989: Schilderijen en tekeningen in Het Paard, Schiedam.[14]
- 1990: Schilderijen in Galerie Draaipunt.[15]